# 北黑文 (紐約州)
北黑文（英語：North Haven）是位於美國紐約州薩福克縣的村。

## 人口
根據2020年美國人口普查的數據，北黑文的面積為6.87平方千米，皆為陸地。當地共有人口1162人，而人口密度為每平方千米169人。